# Johann Peter Kellner
Johann Peter Kellner, in alcuni testi antichi noto anche come Keller o Kelner (Gräfenroda, 28 settembre 1705 – Gräfenroda, 22 aprile 1772), è stato un compositore e organista tedesco.

## Biografia
Nato in Turingia, Johann Peter Kellner si dedicò alla musica fin dall'infanzia, studiando canto con Johann Peter Nagel e strumenti a tastiera con Johann Heinrich Nagel. Dal 1720 al 1721 studiò con gli organisti Johann Schmidt a Zella e Hieronymus Florenzio Quehl (o Kehl) a Suhl, dai quali apprese anche nozioni di composizione. Conosceva Johann Sebastian Bach e Georg Friedrich Händel, anche se non studiò mai con loro.
Nel 1725 venne nominato cantor a Frankenhain, ritornando a Gräfenroda, suo paese natale, come vice cantor nel 1727. Divenne cantor nel 1732 e ricoprì la carica per il resto della vita. Fra i suoi allievi si ricordano Johann Philipp Kirnberger e Johannes Ringk.
Kellner giocò un ruolo importante nella diffusione delle musiche di Johann Sebastian Bach realizzando numerosi manoscritti, in particolare di lavori per strumento a tastiera, come ad esempio la raccolta di preludi che da lui prende il nome. Spesso, le copie di Kellner rappresentano le sole o le più antiche fonti esistenti per le opere bachiane.

## Opere
Fra le opere di Johann Peter Kellner si ricordano:

### Composizioni per organo
- Una fuga in re minore, un tempo attribuita a Bach e catalogata come BWV Anh 180.
- Un preludio e fuga in re minore.
- Un preludio per organo pieno e pedale obbligato in sol minore.
- Due trii in re maggiore, pubblicati in Die Orgel, II/7 (Lippstadt, 1958).
- Un preludio in do maggiore, pubblicato in Orgelmusik um Johann Sebastian Bach (Wiesbaden, 1985).
- Due fughe, in do maggiore e in re minore.
- Tre preludi, in do maggiore, do maggiore e sol minore.
- Due preludi e fuga in sol maggiore.

### Corali
- Herzlich tut mich verlangen BWV Anh 47 (Lipsia, 1907).
- Was Gott tut, das ist wohlgetan (Lipsia, 1907).
- Wer nur den lieben Gott lässt walten (Wiesbaden, 1985).
- Lobt Gott, ihr Christen, allzugleich; Nun danket alle Gott.
- Allein Gott in der Höh sei Ehr.

### Composizioni per tastiera
- Sei suite Certamen musicum, bestehend aus Präludien, Fugen, Allemanden, Couranten, Sarabanden, Giguen, wie auch Menuetten (1739-1749).
- Tre sonate (1752).
- Quattro suite Manipulus musices, oder Eine Hand voll kurzweiliger Zeitvertreib (1752-1756).
- Un concerto in fa maggiore (Lipsia, 1956).
- Due fughe, in la minore e in do maggiore.
- Un minuetto in la minore.
- Tre preludi e fuga in la minore, do maggiore e sol maggiore.
- Tre sonate.
- Dodici variazioni.

### Composizioni vocali
- Trentasei cantate.
- Un ciclo annuale di cantate accompagnate con l'organo (1735, perdute).